# Bankei Yōtaku

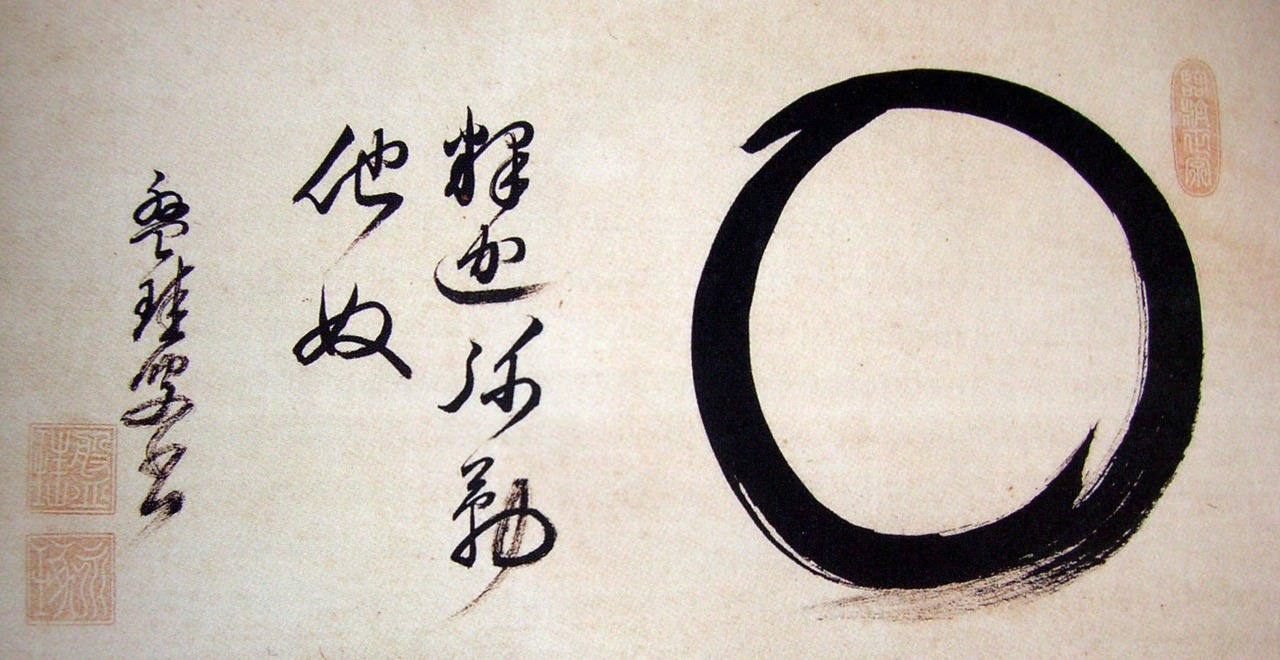
„Ensō” oraz Śakjamuni i Maitreja - kaligrafia Bankeia Yotaku

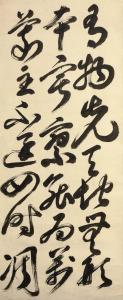
Tekst zen Bankeia Yotaku

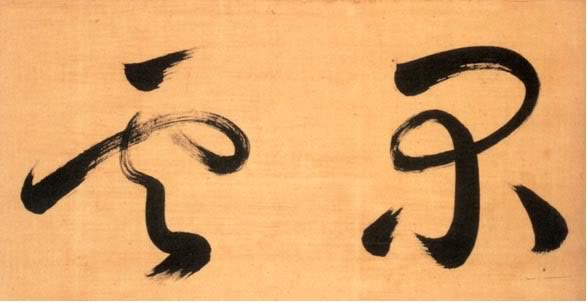
Kaligrafia Bankeia Yotaku

Bankei Yōtaku (jap. 盤珪 永琢; ur. 1622, zm. 1693) – uznany dla historii buddyzmu zen w Japonii mistrz, przedstawiciel linii rinzai.

## Życiorys

### Początkowe lata
Bankei, który wtedy nosił imię Muchi, urodził się w Hamadzie, dystrykcie miasta Aboshi. Jego ojciec Suga Dōsetsu był konfucjanistą oraz rōninem z wyspy Sikoku. Dzięki pomocy przewodniczącego wioski nazwiskiem Nakabori Sukeyasu został adoptowany przez lokalną rodzinę i osiedlił się w Hamadzie. Został lekarzem, co było popularnym wyborem wśród byłych samurajów.
Bankei był trzecim z trzech jego synów. Po śmierci ojca w 1632 roku najstarszy syn – Tadayasu – został głową rodziny. Bankei był bliski swojej matce i pozostał jej oddany przez całe swoje życie. Tadayasu i Bankei mieli zupełnie odmienne temperamenty. Tadayasu był prawdopodobnie konfucjanistą, surowym moralistą przekonanym do wagi poważnych studiów i posłuszeństwa. Praktykował chińską medycynę. Bankei z kolei miał tendencję do niezdyscyplinowania, dzikości, niegrzeczności i wyzwań. Był przywódcą we wszystkich wybrykach wiejskich wyrostków.
Do konfrontacji z bratem doszło, gdy Bankei miał 11 lat. W szkole od początku buntował się przeciwko sztywności i sztuczności programu nauki, który koncentrował się na pamięciowym opanowaniu Daxue (Wielka nauka), ważnego klasycznego tekstu konfucjańskiego. Jego dociekliwość została pobudzona przez początkowe słowa "Droga Wielkiej Nauki leży w oświecającej Jasnej Cnocie". Jasna Cnota (chiń. mingde) jest jednym z kluczowych pojęć Wielkiej Nauki. Bankei zaczął wypytywać o to lokalnych konfucjańskich uczonych, którzy udzielali różnych odpowiedzi, jednak ostatecznie nie potrafili odpowiedzieć dociekliwemu chłopcu, czym jest Jasna Cnota. Rozczarowany zaczął unikać szkoły, co doprowadziło do napiętych relacji z najstarszym bratem. Bankei nie zamierzał jednak wracać do szkoły i nawet próbował popełnić samobójstwo, połykając garść jadowitych pająków. Sytuacja w domu stała się jeszcze gorsza i w końcu Bankei został z domu wyrzucony.
Jego wielkie wątpienie skierowało go w końcu do buddyzmu. W wieku 13 lat rozpoczął studia z buddyjskim kapłanem w rodzinnej świątyni, w której średni brat był mnichem. W rok później, przyjaciel rodziny Nakabori Sueyasu wybudował na górze za swoim domem pustelnię dla chłopca. Bankei praktykował tam samotnie, jednak wciąż męczony przez wątpliwości postanowił poszukać odpowiedniego nauczyciela. Przez jakiś czas studiował buddyzm ezoteryczny u kapłana szkoły shingon. Następnie udał się do mistrza zen Umpo Zenshō (1572–1653) z linii Myōshin-ji, który nauczał w Zuiō-ji w pobliskim Akō. Bankei miał wówczas 16 lat i wciąż był prowadzony przez wielkie wątpienie. Jednak był już przekonany, że tylko buddyzm jest w stanie skonfrontować się z jego problemem, a ze wszystkich szkół buddyjskich zen wydał mu się najbardziej obiecujący. W 1638 roku po ceremonii tonsurowej (postrzyżyn) został uczniem mistrza Umpo i przyjął imię Bankei Yōtaku.
W 1641 roku Bankei opuścił Zuiō-ji i udał się na czteroletnią pielgrzymkę (skt warsika (vārṣika), chiń pinyin 行脚 xìngjiǎo; jap. angya) po różnych klasztorach Japonii. Czasem nie jadł i nie pił przez kilka dni, medytował nocami na skałach. W 1645 roku powrócił do swojego nauczyciela. Jednak wkrótce podjął praktykę indywidualną w małej chatce w pobliżu wsi Nonaka, w pobliżu Kōfuku-ji. Przez dwa lata usiłował rozwiać swoje wątpliwości, jednak mimo doprowadzenia się prawie do śmierci z wyczerpania, rozwiązanie problemu umykało mu. Wiosną 1647 roku leżał w chatce blisko śmierci, nie będąc w stanie nawet przełknąć przyniesionego jedzenia.
Pewnego dnia poczuł coś blokującego mu gardło i po wytężeniu wszystkich swoich sił wypluł kulę flegmy. Nagle jego choroba się rozwiała, a Bankei urzeczywistnił odpowiedź na problem, który go trapił od tylu lat. Z tekstów Bankeia wynika, iż właśnie wtedy po raz pierwszy osiągnął Nienarodzone, chociaż nie używał tego terminu jeszcze przez dłuższy czas.
Umpo, który nie potrafił ocenić głębokości wglądu swojego ucznia poradził mu, aby ten udał się do słynnego mistrza zen Gudō Tōshoku (1577–1661) z Daisen-ji. Po przybyciu na miejsce okazało, że Gudō wyruszył w jedną ze swoich podróży po świątyniach mu podlegających. Bankei odwiedził wówczas wielu innych nauczycieli w regionie, jednak żaden z nich nie posiadał albo autorytetu, albo własnego głębokiego wglądu, aby ocenić urzeczywistnienie Bankeia. Bankei czuł się coraz bardziej rozczarowany poziomem w jakim znalazł się zen w Japonii
W 1651 roku po namowie ze strony Umpo, Bankei wybrał się do Nagasaki, gdzie w klasztorze Sūfuku przebywał chiński mistrz chan Daozhe Zhaoyuan. Chociaż Daozhe nie mówił językiem japońskim przejrzał Bankeia i przekazał mu informację, że jego oświecenie, chociaż prawdziwe, nie jest jeszcze całkowite. Bankei zdecydował się dołączyć do mnichów praktykujących pod kierunkiem mistrza. Odmówił jednak udziału w chińskich rytuałach wprowadzanych przez mistrza argumentując, że nie ma czasu na uczenie się obcych procedur. Między innymi nie zajmował się praktyką kōanową prowadzoną przez mistrza w języku chińskim. Pewnego wieczoru doświadczył swojego drugiego oświecenia, gdy siedział w medytacji w ciemnym kącie sali medytacyjnej klasztoru. W czasie prezentacji swojego urzeczywistnienia zapytał mistrza Daozhe "A co ze sprawą narodzin i śmierci?" W odpowiedzi Daozhe napisał: "Czyje to narodziny i śmierć?" Bankei rozłożył ręce. Daozhe wziął znów pędzelek, ale Bankei wyrwał mu go i rzucił na podłogę. Następnego dnia Daozhe publicznie oświadczył, iż Bankei zakończył studia zen. Mistrz posłał go do pracy w kuchni jako kucharza (jap. tenzō), które to stanowisko było tradycyjnie przeznaczone dla najbardziej rozwiniętych uczniów.
Bankei przebywał u Daozhe około roku i otrzymał inka, transmisję dharmy (formalne potwierdzenie przebudzenia ucznia przez jego mistrza). Część mnichów odczuwała w stosunku do niego wrogość, interpretując jego odmowę udziału w różnych rytuałach wywyższaniem się i specjalnymi względami ze strony mistrza. W końcu Daozhe poradził mu, aby opuścił klasztor.

### Mistrz zen
W 1652 roku Bankei powrócił do Harimy, ale jego próby nauczania spotkały się z podejrzeniami i wrogością. W związku z tym spędził rok na odosobnieniu w górach Yoshino. W tym odległym górskim i wiejskim rejonie został przyjęty bardzo ciepło. Prawdopodobnie właśnie wtedy skomponował swój wiersz "Pieśń o Pierwotnym Umyśle" jako nieformalną instrukcję dla miejscowych ludzi. W 1654 roku do Nagasaki przybył inny chiński mistrz Yinyuan Longqi (1592–1673) i jego silna frakcja postanowiła usunąć mistrza Daozhe z Sūfuku-ji. Daozhe postanowił się usunąć, a Bankei wraz z innymi uczniami mistrza zaczęli poszukiwać innego klasztoru dla niego. Próba się nie udała i ostatecznie Daozhe powrócił do Chin w 1658 roku i zmarł w 1662 roku. W czasie tych poszukiwań Bankei poznał dwóch daimyō, którzy zostaną jego uczniami i patronami: Matsuurę Shigenobu (1622–1703), pana Hirado i Katō Yasuokiego (1618–1677), pana Iyo.
Po śmierci mistrza Umpo w 1653 roku, jego spadkobierca - mistrz zen Bokuō Sogyū (zm. 1694 - spełnił życzenie swojego nauczyciela i potwierdził oświecenie Bankeia certyfikatem inka. Technicznie więc jest spadkobiercą Sogyū, jednak traktowany był zawsze jako uczeń mistrza Umpo, co umiejscawiało go w linii przekazu shōtaku-ha, odgałęzieniu linii Umpo z Myōshin-ji.
Prześledzenie kolei jego życia przez całe dekady wędrówek jest bardzo trudne, gdyż był on mistrzem zen na całkowicie swoich warunkach. Około 1660 roku powrócił do Hamady, gdzie pogodził się ze swoim bratem Tadayasu, który zmarł w 1661 roku. Szkolny przyjaciel Sasaki Nobutsugu (1625–1686) dołączył do jego braci i wybudowali dla Bankeia świątynię Ryūmon (Klasztor Smoczej Bramy). Była to pierwsza z licznych świątyń, które otrzymał. Zaczął być sławny i świątynię odwiedzali liczni jego wyznawcy, w tym daimyō z rodzinami, którzy oferowali mu klasztory w ich posiadłościach oraz w stolicach Kioto i Edo. Ryūmon-ji było miejscem, gdzie zawsze powracał ze swoich wędrówek, aby prowadzić powiększające się grono uczniów (co wymagało rozbudowy klasztoru) oraz aby przechodzić rekonwalescencję po nawrotach swojej chronicznej choroby.
W 1669 roku Bankei założył swój drugi klasztor - Nyohō, który został ufundowany przez Katō Yasuokiego w Sanuki na wyspie Sikoku. Obok tego klasztoru Bankei wybudował sobie pustelnię Ōshiken. W dziesięć lat później (w 1678 roku) założył jeszcze trzeci swój klasztor - Kōrin w Edo, w dystrykcie Azabu. Mistrz odbudował lub założył prawie 60 świątyń i klasztorów.
Prawdopodobnie właśnie lata 60. i 70. XVII wieku dały mu sposobność do kontynuowania poszukiwań dla odpowiedniej metody nauczania, które doprowadziły go do wykrystalizowania się dojrzałych nauk o Nienarodzonym. Rok 1679 wyznacza znaczącą zmianę w jego podejściu do praktyki, w której zaczął teraz kłaść nacisk na praktyki zbiorowe i publiczne mowy Dharmy na dużych, tradycyjnych trzymiesięcznych okresach intensywnej medytacji w zimie i w lecie (jap. kessei). Aż do samej śmierci kontynuował prowadzenie takich zbiorowych odosobnień co najmniej raz w roku, podróżując do swoich świątyń i wygłaszając czasami nawet trzy mowy w ciągu dnia.
Nie wiadomo, jak dokładnie wyglądała praktyka w jego klasztorach. Różniła się ona od praktyki w innych klasztorach rinzai brakiem tak typowych metod jak uderzanie uczniów czy też żebranie przez mnichów. Poza tym Bankei działał jak inni mistrzowie zen: przyjmował uczniów na prywatnych rozmowach, prowadził pogrzeby i ceremonie wspomnieniowe i surowo przestrzegał wskazań w swoim życiu. Prawdopodobnie największą różnicą była atmosfera panująca w jego klasztorach. Często przebywał również w klasztorze Jizō w Kioto, zwłaszcza gdy chodziło o podreperowanie zdrowia. Innym klasztorem, który odwiedzał był Fumon w Hirado.
W 1680 roku zmarła jego ukochana matka, która została mniszką buddyjską i przebywała w żeńskim klasztorze nieopodal Ryūmon-ji.
W roku 1690 Bankei był u szczytu swojej kariery. Jego nauczanie o Nienarodzonym zyskało sobie sławę i spowodowało napływ wielu uczniów. Właściwie wszystkie zapisane jego mowy Dharmy i kazania pochodzą zasadniczo z okresu 1690 i 1691 roku. Aby go posłuchać przychodziły tłumy ludzi. Jego mowy w Ryūtaki-ji słuchało ponad 1300 osób. Mów tych wysłuchiwali jego uczniowie, ludzie świeccy, mnisi rinzai i sōtō, przedstawiciele innych, "dawnych" tradycji buddyjskich ritsu, shingon, tendai oraz wyznawcy amidyzmu i Nichirena. Jego przekonujące uduchowienie w połączeniu z tolerancją i prawdziwie przyjacielskim nastawieniem powodowało, że ludzie, niezależnie od tego kim byli i w co wierzyli, przychodzili do niego po porady.
W tym samym roku cesarz Higashiyama (東山, pan. 1687-1709) nadał mu tytuł Butchi Kōsai zenji (Mistrz zen Dobroczynnej Oświeconej Mądrości). Jesienią został zaproszony na serię publicznych wykładów do Hōshin-ji w Marugame, mieście, gdzie znajdował się zamek jego patrona Kyōgoku Takatoyo. Zimą tego roku poprowadził trzymiesięczne odosobnienie (kessei) w Ryūtaku-ji, w którym wzięło udział 1700 mnichów ze wszystkich tradycji buddyjskich, którzy przybyli z całej Japonii, nawet z wysp Riukiu. Bankei wygłosił sześćdziesiąt wykładów, z których wiele zostało zapisanych przez słuchaczy.
W 1691 roku został opatem głównego klasztoru swojej głównej linii przekazu - Myōshin, ale nie wytrzymał tam długo. Podróżował jak zwykle, prowadził także kolejne kessei (w latach 1691-1692 w Ryūtaku-ji, a w latach 1962-1963 w Gyokuryū-ji (玉龍寺, Klasztor Perłowego Smoka) w Mino). W 1693 roku wyruszył z Mino w swoją ostatnią podróż do Nagoi, gdzie spędził 10 dni i w końcu do Edo. W maju wyruszył do Ryūtaku-ji, ale zachorował i zatrzymał się w Hamamatsu. W czerwcu ruszył znów do Ryūtaku-ji. W sierpniu wygłosił swoje ostatnie kazanie, w którym poinformował słuchaczy, że jego śmierć się przybliża. Jego zdrowie szybko się pogorszyło i mistrz zen Bankei Yōtaku zmarł 3 września 1693 roku.
Jego prochy zostały rozdzielone głównie pomiędzy Ryūmon-ji i Nyohō-ji. W 1740 roku został nagrodzony pośmiertnie tytułem Kokushi (Narodowy nauczyciel), jako jeden z zaledwie sześciu nauczycieli z Myōchin-ji, którzy go otrzymali.

## Linia przekazu Dharmy zen
Pierwsza liczba oznacza liczbę pokoleń mistrzów od 1 Patriarchy indyjskiego Mahakaśjapy.
Druga liczba oznacza liczbę pokoleń od 28/1 Bodhidharmy, 28 Patriarchy Indii i 1 Patriarchy Chin.
Trzecia liczba oznacza początek nowej linii przekazu w danym kraju.
- 52/25. Songyuan Chongyue (1139–1209
  - 53/26. Wuming Huixin (bd)
    - 54/27. Lanxi Daolong (1213–1278)

  - 53/26. Yun’an Puyan (1156–1226)
    - 54/27. Xutang Zhiyu (1185–1269)
      - 55/28/1. Nampo Jōmyō (1235–1309) (także Shōmyō; Daiō Kokushi) Japonia. Szkoła rinzai.
        - 56/29/2. Hōō Soichi (1274–1357)
          - 57/30. Daichū Sōshin (bd)
            - 58/31. Gettan Sōkō (1326–1389)

        - 56/29. Shūhō Myōchō (1282–1338) (także Daitō Kokushi)
          - 57/30. Tettō Gikō (1295–1369)
          - 57/30. Kanzan Egen (także Muso Daishi) (1277–1360)
            - 58/31. Juō Sōhitsu (1296–1380)
              - 59/32. Muin Sōin (1326–1410)
                - 60/33. Nippo Soshun? (1368–1448) niepewny
                  - 61/34. Sekkō Sōshin (także Tozen) (1408–1486)
                    - 62/35. Tokūho Zenketsu (1419–1506)
                      - 63/36.
                        - 64/37.
                          - 65/38. Daigu Sōchiku (1584–1669)
                          - 65/38. Ungo Kiyō (1583–1659)

                    - 62/35. Tōyō Eichō (1429–1504)
                      - 63/36. 
                        - 64/37. 
                          - 65/38. tu numeracja tylko orientacyjna
                            - 66/39.
                              - 67/40.
                                - 68/41. Nankei Sōgaku (bd)
                                  - 69/42. Umpo Zenjō (1568–1653)
                                    - 70/43. Bokuō Sogyū (zm. 1694)
                                      - 71/44. Bankei Yōtaku (Eitaku) (1622–1693)
                                        - 72/45. Daien Ryōkō (1624–1706)
                                        - 72/45. Tōgaku Jōsen (zm. 1726)
                                        - 72/45. Settei Kiryū (zm. 1701)
                                        - 72/45. Tenkyūū Shikaku (zm. 1722)
                                        - 72/45. Tairye Sokyō (1638–1688)
                                        - 72/45. Reigen Shūin (1653–1718)
                                        - 72/45. Yūhō Soen (zm. 1690)
                                        - 72/45. Keiō Soboku (zm. 1691)
                                        - 72/45. Itsuzan Sonin (1655–1734)
                                        - 72/45. Takei Sokaku (zm. 1719)
                                        - 72/45. Katō Yasuoki (bd)
                                        - 73/45. Sakimon Somin (1642–1696)
                                          - 74/46. Eimyō Zenkō (1653–1716)